# 充填剤
充填剤（じゅうてんざい、英: filler）は、樹脂やバインダー（プラスチック、複合材料、コンクリート）に添加される粒子であり、被添加物質の特定の性質を向上させたり、製品を安価にしたり、あるいはその両方を達成することができる。

## 概要

分野別プラスチック消費用途

充填剤の使用における2大分野は、エラストマーとプラスチックである。世界全体では、5,300万トン以上の充填剤（総額約180億米ドル）が、紙、プラスチック、ゴム、塗料、コーティング剤、接着剤、シーラントなどの用途分野で毎年使用されている。このように、700を超える企業によって生産される充填剤は、世界の主要原材料のひとつに数えられており、日常消費者が必要とするさまざまな商品に含まれている。使用される充填剤のトップは、粉砕炭酸カルシウム（GCC）、沈殿炭酸カルシウム（PCC）、カオリン、タルク、カーボンブラックである。充填剤使用の好例は、ポリプロピレンへのタルクの添加である。プラスチックに使用される充填剤のほとんどは、鉱物またはガラスベースの充填剤である。粒子と繊維は、充填剤の主なサブグループで、微粒子は、マトリックス中に混合される充填剤の小粒子であり、サイズとアスペクト比が重要である。繊維は小さな円形の連続した鎖状構造であり、非常に長くなり、アスペクト比が非常に高くなる。

## 主要な充填剤

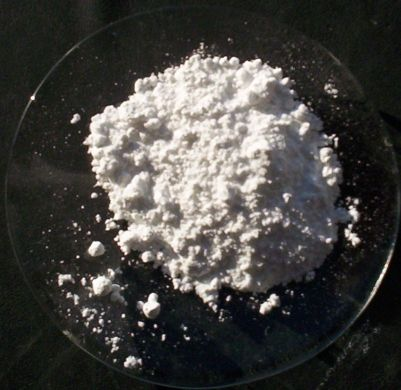
もっとも広範に使われている充填剤である炭酸カルシウム（CaCO_{3）。}

### 炭酸カルシウム（CaCO3）
炭酸カルシウムは、石灰岩や大理石から得られる。プラスチック業界では「チョーク」と呼ばれ、ポリ塩化ビニル（塩化ビニル樹脂、polyvinyl chloride（PVC））や不飽和ポリエステルを含む多くの用途に使用され、90%もの炭酸カルシウムを複合材料に使用することができる。これらの添加物は、冷却速度を低下させることによって成形の生産性を向上させることができる。また、材料の動作可能温度範囲の上限を広げ、電気配線の絶縁性能を維持することにも資する。炭酸カルシウムは、組成物中の大きな割合で使用されている。組成物の97%を占める炭酸カルシウム粉末は、白色/不透明製品の白色度を高めるので、メーカーは白色化主原料の使用量を減らすことができる。また、割合が少ないと、炭酸カルシウム粉末はカラー製品に使用できるほか、最終プラスチック製品の表面をより明るく、より光沢のあるものにする。

### カオリン
カオリンは主に、そのアンチブロッキング特性やレーザーマーキングにおける赤外線吸収剤のためにプラスチックに使用されている。メタコリナイトはPVCの安定化に使用されている。また、カオリンは耐摩耗性を向上させることが示されており、充填材としてカーボンブラックに取って代わり、ガラス強化物質の流動特性を改善することができる。

### 水酸化マグネシウム（タルク）
タルクは柔らかい鉱物で、一般に炭酸カルシウムよりも高価である。水酸化マグネシウムとシリカのシートを重ねたものである。プラスチック産業では、長期的な熱安定性があるため、包装や食品用途に使用されている。

### 珪灰石（CaSiO3）
ウォラストナイトはアシキュラー構造を持ち、比重が比較的大きく硬度が高い。このフィラーは、含水率、耐摩耗性、熱安定性、高い絶縁耐力を向上させることができる。ウオラストナイトは、マイカやタルクのような板状フィラー物質と競合し、熱可塑性プラスチックや熱硬化性樹脂を製造する際にガラス繊維の代わりに使用することもできる。

### ガラス

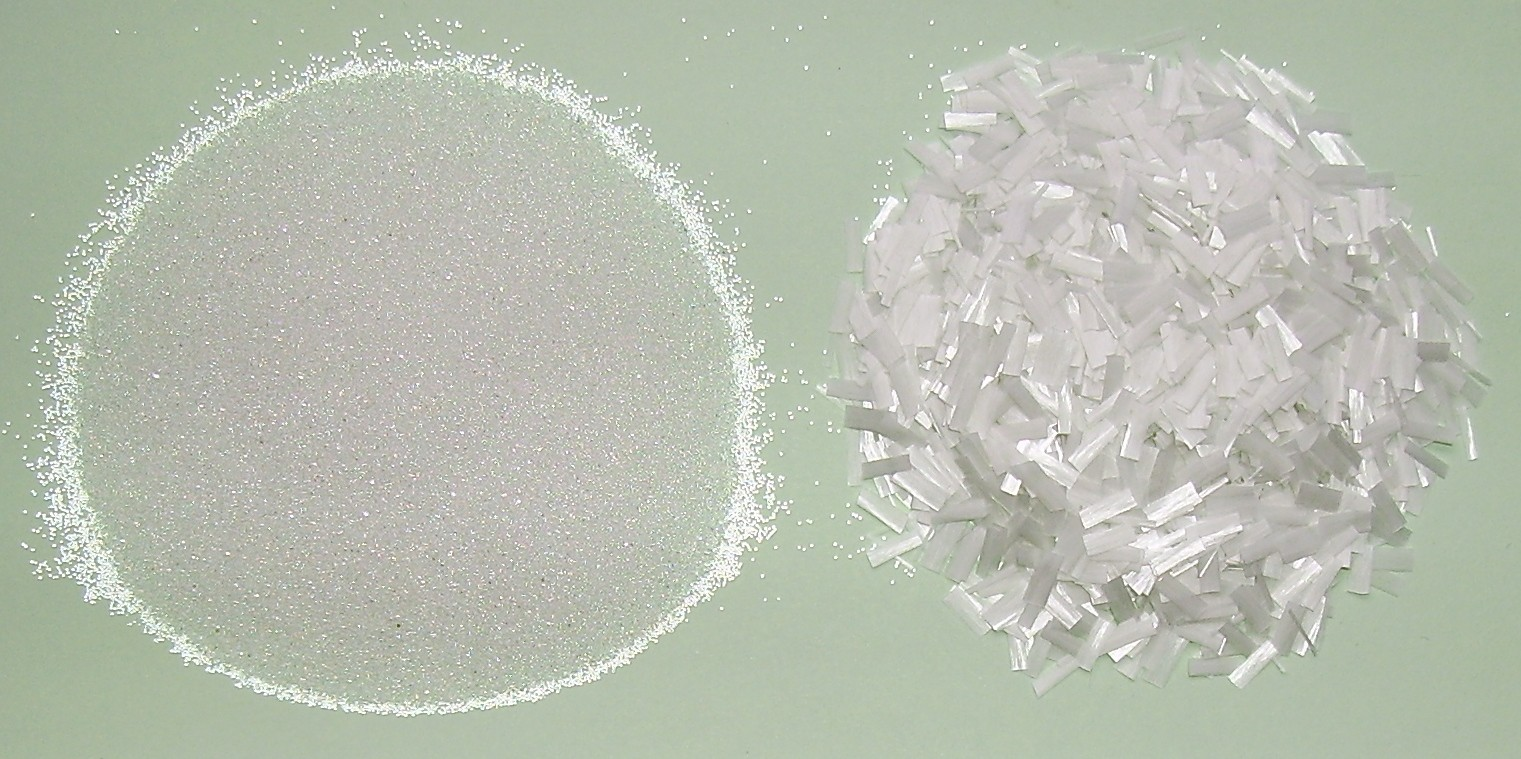
ガラス微小球充填剤（左）とガラス繊維充填剤（右）。

ガラス充填材には、ガラス微小球、ガラス短繊維、ガラス長繊維など、いくつかの多様な形態がある。ガラス繊維は、曲げ弾性率や引張強度などが高いため、熱可塑性樹脂または熱硬化性樹脂の機械的特性を向上させるために使用されることがある。ただし、通常、充填材としてガラスを添加することに経済的利点はない。マトリックスにガラスを使用することの欠点としては、表面品質の低下、溶融時の粘度の高さ、溶接性の悪さ、反りが挙げられる。ガラス微小球を添加すると、吸油性と耐薬品性が向上する。

### フライアッシュ
石炭やシェールオイルのフライアッシュ（Fly ash）は、射出成形用途に使用できる熱可塑性プラスチックの充填材として使用されてきた。また、かつては産業廃棄物であったが、コンクリートと相性が良く、骨材にすると耐久性や施工性、流動性を向上させることが着目されたことから、工業製品として位置づけられるようになった。例えば、コンクリート内でセメント内のアルカリ成分との反応によって珪酸ソーダが発生し、周囲から水を吸収・膨張して圧力によるひび割れが発生する、アルカリシリカ反応の抑制を可能としている。

### ナノフィラー
ナノフィラーの粒子径は100ナノメートル未満である。ナノフィラーは、ナノプレート、ナノファイバー、ナノ粒子の3つのグループに分けられる。ナノ粒子はナノプレートやナノファイバーよりも広く使用されているが、ナノプレートはより広く使用され始めている。ナノプレートは、厚みがはるかに小さいことを除けば、タルクや雲母のような従来の板状フィラーに似ている。ナノフィラーを添加する利点には、ガスバリアの形成や難燃性などがある。

### ポリマー発泡ビーズ
ポリマー発泡ビーズの嵩密度は0.011g/ccと低く、大きさは45ミクロンから8mm以上である。ポリマー発泡ビーズを配合系に使用する際の一般的な欠点としては、静電気、温度、耐薬品性の制限や、嵩密度が極めて低いために配合系内で均質なブレンドを達成することが困難であることが挙げられる。しかし、これらの限界は、製剤の改良、添加剤、その他の表面処理の使用により、完全ではないにしても、ほとんど克服することができる。このような潜在的な課題にもかかわらず、ポリマー発泡ビーズは、最終製品の軽量化やコスト削減が必要な場合に、配合系に加えることができる。

### 組積造充填材
組積造充填材は外壁の亀裂や穴を修復するために使用され、通常はセメントと消石灰を使用して作られる。

### その他の充填剤
コンクリート充填材には、砂利、石、砂、鉄筋などがある。コンクリートのコストを削減するために、砂利、石、砂が使用される。鉄筋は引っ張り力に強く、コンクリートの引っ張り力に弱い弱点を補う役割も果たす。

## 物理的特性
| 充填剤種別            | 密度 (g/cm3) | モース硬度 | 平均サイズ （ミクロン） | アスペクト比/形状 |
| --------------------- | ------------ | ---------- | ----------------------- | ----------------- |
| Calcium Carbonate     | 2.7          | 3-4        | 0.02-30                 | 1-3 Blocky        |
| Talc                  | 2.7-2.8      | 1          | 0.5-20                  | 5-40 Plate        |
| Wollastonite          | 2.9          | 4.5        | 1-500                   | 5-30 Fiber        |
| Mica                  | 2.8-2.9      | 2.5-4      | 5-1000                  | 20-100 Plate      |
| Kaolin                | 2.6          | 2          | 0.2-8                   | 10-30 Plate       |
| Silica (Precipitated) | 1.9-2.1      | 5.5        | 0.005-0.1               | ~1 Round          |
| Carbon Black          | 1.7-1.9      | 2-3        | 0.014-0.25              | ~1 Round          |
| Dolomite              | 2.85         | 3.5-4      | 1-30                    | ~1 Round          |
| Barium Sulfate        | 4.0-4.5      | 3-3.5      | 0.1-30                  | ~1 Round          |
| ATH Al(OH)3           | 2.42         | 2.5-3      | 5-80                    | 1-10 Plate        |
| MDH Mg(OH)2           | 2.4          | 2.5-3      | 0.5-8                   | 1-10 Plate        |
| Diatomaceous earth    | 2-2.5        | 5.5-6      | 4-30                    | 2-10 Disc         |
| Magnetite/Hematite    | 5.2          | 5.5-6      | 1-50                    | ~1 Blocky         |
| Halloysite            | 2.54         | 2.5        | 1-20                    | 5-20 Tube         |
| Zinc Oxide            | 5.6          | 4.5        | 0.05-10                 | 1 Round           |
| Titanium Dioxide      | 4.23         | 6          | 0.1-10                  | 1 Round           |

## プラスチック充填剤の溶着性
充填材の添加は、プラスチックの溶着性に大きな 影響を与える。これはまた、使用される 溶着過程の種類によっても異なる。超音波接合の場合、炭酸カルシウムやカオ リンのような充填剤は、超音波を伝達する樹脂 の能力を高めることができる。電磁溶着や熱板溶着の場合、タルクやガラスの添加は 溶着強度を32%も低下させる。研磨性充填剤は、例えばプラスチックと接 触する超音波ホーンの表面など、溶接工具をより早く 劣化させる。充填剤の溶接性を試験する最良の方法は、 溶接強度を樹脂強度と比較することである。多 くの充填剤には、機械的挙動を変化させるさまざまなレベルの添加剤が含まれているため、こ れを行なうのは困難である。

## プラスチック産業における充填剤の応用
充填剤はプラスチック製品の製造工程で広く使用されている。充填剤は、元のプラスチックの特性を変えるために使用される。プラスチック充填剤を使用することにより、メーカーは原材料だけでなく、生産コストを節約することができる。特にコストと生産効率を最小限に抑え、プラスチックの物理的特性を向上させる上で充填剤マスターバッチの重要性は否定できない。価格と安定性の利点で、プラスチック充填剤は生産をサポートしている。
・ブロー成形
・ ブローフィルム＆ラミネート
・押出成形（パイプ、シート）
・射出成形
・不織布
・ラフィア
・熱成形

## 分析化学分野
なお、分析化学の分野では、カラムクロマトグラフィーにおいて化合物を分離するためにカラム（筒状容器）に充填される試剤のことを指す。分離する対象によってシリカゲルやアルミナ、セファデックスなどが使い分けられる。表面を処理したり化学修飾した充填剤や、それらを詰めたカラム管が市販されている。